# Middleham Castle
Middleham Castle er en borg i Wensleydale i countyet North Yorkshire i England. Den blev bygget i 1190 af Robert Fitzrandolph, der var 3. Lord af Middleham og Spennithorne. Den blev opført ved en tidligere motte-and-bailey-fæstning. I 1270 kom den i Huset Nevilles eje, hvis mest berømte medlem var Richard Neville, 16. jarl af Warwick. Han er kendt som "kongemageren", og han var en ledende figur under rosekrigene. Efter Richard, hertug af Yorks død under Wakefield i december 1460, kom hans to sønner George, hertug af Clarence og Richard, hertug af Gloucester i Warwicks pleje, og de boede på Middleham med Warwicks egen familie. Deres bror, kong Edvard 4. sad fængslet på Middleham i en kort periode, efter Warwick havde fanget ham i 1469.
Efter Waricks død under Barnet i 1471 og at Edvard kom tilbage på tronen, giftede hans bror Richard sig med Anne Neville, der var Warwicks yngste datter, og Middleham blev hans primære hjem. Deres søn Edward blev født på Middleham i 1473 og døde ligeledes her i 1484.
Richard blev konge som Richard 3., men brugte meget lidt tid på Middleham under sin toårige regeringstid. Efter Richards død under laget ved Bosworth Field i 1485 forblev slottet på kongelige hænder til James 1., hvor det blev solgt. Det blev herefter forladt og begyndte at forfalde i 1600-tallet. Under den engelske borgerkrig lå der tropper på slottet, men det var aldrig i kamp. Ruinerne drives i dag som en turistattraktion af English Heritage.